# Damaeus pyrenaicus
Damaeus pyrenaicus är en kvalsterart som först beskrevs av Pérez-Íñigo jr. 1991.  Damaeus pyrenaicus ingår i släktet Damaeus och familjen Damaeidae. Inga underarter finns listade i Catalogue of Life.